# Estación de Wil
La estación de Wil es la principal estación ferroviaria de la comuna suiza de Wil, en el Cantón de San Galo.

## Situación ferroviaria
En esta estación se inician varias líneas ferroviarias:
- Línea Winterthur - Wil
- Línea San Galo - Wil
- Línea Toggenburgerbahn hasta Wattwil - Ebnat-Kappel.
- Línea Frauenfeld-Wil-Bahn, siendo de vía métrica (1000 mm).

## Servicios ferroviarios
La compañía que opera los servicios ferroviarios de esta estación es SBB-CFF-FFS.

### Larga distancia
- ICN San Galo - Wil - Winterthur - Zúrich-Aeropuerto - Zúrich - Aarau - Olten - Soleura - Biel/Bienne - Neuchâtel - Yverdon-les-Bains - Lausana/Morges - Nyon - Ginebra-Cornavin - Ginebra-Aeropuerto. Servicios cada hora en cada sentido. Tanto a  Ginebra-Cornavin y Ginebra-Aeropuerto como a Lausana, los trenes llegan cada dos horas, ya que aunque en el tramo común San Galo - Yverdon-les-Bains circulan cada hora, a partir de esta última, un tren circula a Lausana, y a la siguiente hora, en vez de continuar hacia Lausana, se dirige hacia Ginebra-Aeropuerto.
- IC San Galo - Gossau - Flawil - Uzwil - Wil - Winterthur - Zúrich-Aeropuerto - Zúrich - Berna - Friburgo - Lausana - Ginebra-Cornavin - Ginebra-Aeropuerto. Servicios cada hora por cada dirección.

### Regional
- R Wil - Weinfelden. Trenes cada hora por sentido que se intensifican en las franjas de mayor demanda llegando a frecuencias de media hora.
- R Wil - Frauenfeld. Trenes cada media hora. Circulan por un ferrocarril de vía estrecha.

### S-Bahn
Hasta Wil llegan líneas de dos redes de cercanías S-Bahn: S-Bahn San Galo y S-Bahn Zúrich:

#### S-Bahn San Galo
- S 1 Altstätten - Rorschach – San Galo - Gossau - Flawil - Uzwil - Wil. S-Bahn San Galo
- S 9 Wil - Wattwil/Nesslau-Neu St. Johann. S-Bahn San Galo

La red de cercanías S-Bahn San Galo será ampliada en el año 2013.

#### S-Bahn Zúrich
- S 12 Brugg – Altstetten – Zúrich HB – Stadelhofen – Winterthur – Schaffhausen/Wil
- S 35 Winterthur - Elgg – Wil

#### S-Bahn Nocturno
- S N San Galo - Romanshorn/St. Margrethen/Wil. Línea nocturna que sólo opera las noches de viernes y sábados.